# 三条西延季
三条西延季（さんじょうにし のぶすえ、寛延3年（1750年）11月14日 - 寛政12年（1800年）1月20日）は、江戸時代中期の公卿。

## 官歴
- 明和2年（1765年）：従五位上、侍従
- 明和4年（1767年）：正五位下
- 明和5年（1768年）：従四位下
- 明和8年（1771年）：従四位上、近衛権少将、皇太后宮権亮
- 安永2年（1773年）：正四位下、近衛権中将
- 安永6年（1777年）：参議
- 安永7年（1778年）：従三位
- 安永8年（1779年）：正三位
- 天明元年（1781年）：正三位、踏歌外弁
- 寛政2年（1790年）：従二位、権中納言
- 寛政4年（1792年）：権大納言
- 寛政5年（1793年）：正二位

## 系譜
- 父：三条西実称
- 子：三条西実勲